# Platypalpus excavatus
Platypalpus excavatus är en tvåvingeart som beskrevs av Yang och Yao 2007. Platypalpus excavatus ingår i släktet Platypalpus och familjen puckeldansflugor. Inga underarter finns listade i Catalogue of Life.